# 卡隆圭希河
卡隆圭希河（Kalungwishi River）是非洲中部國家贊比亞的河流，位於該國北部，河道全長220公里，發源自卡薩馬東北100公里的海拔高度1,600米處，最終注入姆韋魯湖，流域面積45,000平方公里，河道上有多座瀑布。
9°31′30″S 29°22′00″E / 9.52500°S 29.36667°E